# 秋田戦争
秋田戦争（あきたせんそう）は、戊辰戦争時、奥羽越列藩同盟を離脱して新政府軍に参加した久保田藩（秋田藩）などが、薩摩藩（現在の鹿児島県）・長州藩（現在の山口県）・肥前藩（現在の佐賀県）などと共に、庄内藩・盛岡藩を中心とする列藩同盟軍を相手に繰り広げた一連の戦いの総称である。秋田庄内戊辰戦争ともいう。

## 背景

### 庄内藩
庄内藩は江戸薩摩藩邸の焼討事件および柴橋事件により新政府から敵視され、奥羽鎮撫隊の討伐対象とされた。庄内軍は仙台軍の応援を得て数的に優勢であったばかりでなく、御用商人本間家の金策でヘンリー・スネルより武器を密輸していたため、装備は東北諸藩のなかで最も充実していた。江戸時代中期の本間光丘による藩政改革以降、領民の藩主支持も強く、農兵2,031名、鶴岡商兵184名などが加わっていた。また、弘前藩士の本多庸一など他藩からの自主的加勢もあった。

### 盛岡藩
盛岡藩は、盛岡城で奥羽列藩同盟と新政府のどちらに味方するべきか連日論議を続けていた。勤王攘夷思想のある有力者も、謹慎中の家老・東次郎など多数いたからである。そこへ京都へ上洛していた主席家老・楢山佐渡が帰国し、各国の情勢を伝えた。楢山は京都で会見した西郷隆盛らの態度に不信感を募らせ、同盟側に味方することを決めていた。家臣の一人は楢山を諫めるために切腹し、また一人は脱藩して抗議したが、楢山には伝わらなかった。盛岡藩は列藩同盟に味方し、久保田藩へ攻め込むことを決定した。
ただ、盛岡藩の影響が強いとはいえ独立した藩である八戸藩は、藩主南部信順が薩摩藩主島津重豪からの養子ということもあり勤王派で、久保田藩と密かに連絡を取り合い、秋田戦争には参加しなかった。また盛岡藩内でも、南北朝時代に本家三戸南部氏から分かれて南朝側として戦った歴史を持つ遠野南部氏は大評定で強硬に新政府へ味方することを主張して宗家と対立し、こちらも秋田戦争には参加しなかった。

### 久保田藩

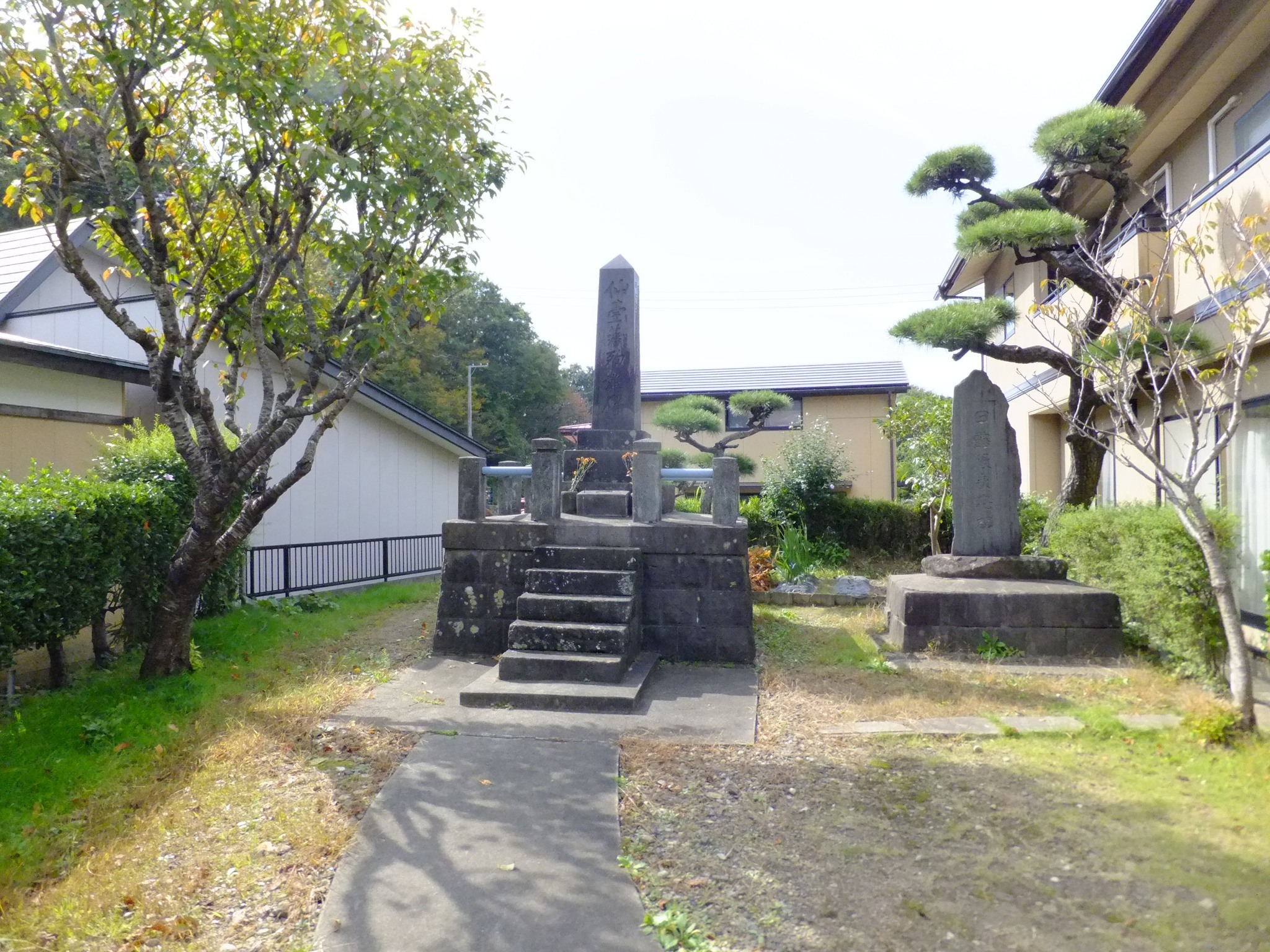
秋田市にある殉難した仙台藩士の慰霊碑

国学の第一人者であった平田篤胤・佐藤信淵の生誕地である久保田藩は、もともと若手を中心として勤王思想を持つ者が他藩よりも多かった。
鳥羽・伏見の戦いから間もない慶応4年1月15日（1868年1月29日）、新政府は奥羽諸藩に東征軍を派遣するので応じるように命じた。2月17日（1868年3月10日）、京都の東征大総督府は奥羽鎮撫隊総督・九条道孝に会津・庄内両藩の処置についての回答を与えた。九条は海路仙台に到着、直ちに仙台・米沢両藩に会津討伐を命じ、4月6日（1868年4月28日）には久保田藩にも庄内討伐を命じた。
この命令を受けて久保田藩は、亀田藩、本荘藩、矢島藩（当時は立藩前）、弘前藩、新庄藩などと共同し由利地方や新庄藩に兵を集結し、庄内藩を攻めようとした。しかしこの時点では、庄内藩が討伐対象とされる経緯に疑問を持ち薩摩藩の私怨と考える兵士も多く、士気は振るわなかった。
由利地区に攻勢にでた連合軍に対し、庄内藩はこれをいち早く察知して閏4月20日（1868年6月10日）に反撃してきた。そのため、久保田連合軍は総崩れとなった。その後、仙台藩による白石同盟の呼びかけにより、この連合はなし崩し的に解散となった。
奥羽鎮撫隊の命令を受けて兵を集めていた仙台藩と米沢藩は、逆に会津支持を表明した。仙台藩が白石会議を呼びかけると、久保田藩からは家老の戸村十太夫が出席して、奥羽越列藩同盟に調印した。九条総督と参謀の醍醐忠敬は仙台城下に軟禁されたが、佐賀藩の部隊が到着すると引き渡されて仙台を退去し、盛岡へ向かった。盛岡藩はこの時点で藩論統一されておらず、1万両を献金したのみで奥羽鎮撫隊へ協力しなかった。
次いで九条総督の一行は久保田へ向かった。そのため、久保田藩の領内には鹿児島藩・山口藩・佐賀藩などの官軍が入ってきた。また、以前から久保田領内にいた副総督の澤為量隊やその参謀の大山格之助・桂太郎らは、次の目的地であった弘前藩に入領することを拒否されていた。これは弘前藩が藩内の勤皇派が勢いづくことを恐れたためと言われている。このため結果的に、久保田藩には奥羽鎮撫隊の全ての部隊が揃うことになった。
列藩同盟の盟主の仙台藩はこの動きを警戒し、久保田藩へ使節を送り九条らの仙台への引き上げを申し入れた。久保田城内では、吉川忠安らの勤皇派と同盟派が激しく争った末、最終的に奥羽鎮撫隊や藩内の若手勤皇派の意見を容れる形で久保田藩主・佐竹義堯は裁断を行い、7月4日（1868年8月21日）、同盟離脱を決定して同盟派の家老らを更迭した。そして大山格之助の命令で、仙台藩使節の志茂又左衛門以下11名を殺害し、久保田城下五丁目橋に首をさらした。このために仙台藩は怒り、秋田戦争が始まった。

## 経過

### 庄内・秋田戦線

#### 山道口の戦い
7月6日、庄内軍は山道口（内陸）を一番大隊・二番大隊の約1,000名が、海道口（沿岸）を三番大隊・四番大隊の約1,000名が、二手に分かれて久保田藩領を進撃した。7月11日未明、院内口に布陣した鹿児島藩・山口藩・佐賀藩・小倉藩が、新庄藩の内通による手引きで、庄内藩征討を目標に進撃を開始した。
新庄藩領の久保田藩境にある金山（現・最上郡金山町）付近には、仙台藩を主力とする米沢藩・山形藩・上山藩・天童藩の諸藩連合が布陣していた。金山峠方面からは桂太郎率いる山口藩兵が、東側の有屋峠からは大山綱良率いる鹿児島藩兵が攻めてきて、連合軍は大混乱となり、壊滅的な打撃を受け潰走した。新政府軍は奥羽越列藩同盟軍の陣地を次々に撃破して、7月12日には新庄城下に入った。
白河口の戦いの応援に向かっていた庄内藩二番大隊は、久保田藩と新政府軍と戦うため、7月11日早朝に楯岡を出発して、夕方舟形に着き宿陣した。一番大隊は天童で二番大隊の使者に会い、同盟軍が大敗したこと、新庄が裏切ったことを聞いた。そこで一番隊も援軍のために北上した。
7月11日、金山に宿営した新政府軍は、庄内軍が舟形に着いたという情報を得て、7月12日午後4時頃、新庄城に入城した。7月13日、新庄藩兵に案内させて、小国川をはさんで庄内軍一番大隊・二番大隊と砲撃戦を行う。しかし、背後から庄内一番隊に奇襲されて形勢が逆転する。庄内軍は新政府軍の本営の四ツ屋を占領し、兵糧を奪う。
7月14日には一番大隊と二番大隊が新庄攻略作戦を展開する。二番大隊が迂回して新庄城を占領する。新庄藩主戸沢正実は既に戦線を離脱しており、開城されていた。
8月1日に院内、8月5日に湯沢、8月11日に横手、8月13日に角間川（大仙市）、15日に大曲と、新政府軍は庄内藩を中心とする同盟軍に屈し、開戦1ヶ月で久保田藩領のうち雄勝・平鹿の二郡全部と仙北郡の南半が同盟軍に制圧された。
8月13日に横手を脱出した新政府軍は、神宮寺に退却して本営を置いた。そして小倉藩・佐賀藩・久保田藩・新庄藩の兵を角間川に置いて、同盟軍の北上を阻止しようとした。13日早朝、仙台軍を先鋒にして同盟軍が進撃を開始するが、仙台軍は敗走。後方にいた庄内藩の二番大隊が代わりに攻撃した。新政府軍は横手川を渡り大曲方面に脱出しようとし大混乱に陥った。そこを二番大隊が追撃して、庄内軍が大勝利を収めた。
8月14日に庄内二番大隊は田村新田を出発して、昼前に角間川村についた。一方新政府軍は、澤為量副総督が本営を神宮寺に置き、増援部隊が次々に到着して、神宮寺・太平山を中心として雄物川対岸に巨大な防衛陣地を築いていた。18日より庄内軍は神宮寺攻略を始める。20日と22日に攻撃をするが失敗する。
8月23日、新政府軍は角館から刈和野にいたる山道口にわたって大反撃を開始する。庄内一番大隊の主力は大曲にあったが、午後4時ころ、玉川を渡河して花館を襲撃した。薩摩藩の正規軍が庄内軍の前線を突破して、大曲に進撃した。庄内藩は決死隊を編成して鹿児島軍の陣地を夜襲し、多数の兵士を捕らえた。
8月25日、庄内二番大隊の酒井吉之丞と一番大隊参謀長・坂右近助が相談し、角館攻略を決定した。8月26日午後2時頃、庄内二番大隊は南楢岡を出発して、角間川の渡しを越え、翌日の午前2時過ぎに大曲へ入った。入れ違いで庄内一番大隊が出発し、四ツ屋の浅瀬に向かったが、夜が明け新政府軍の反撃を受けたので渡河を中止した。川端より引き返し、次の戦略目標の角館を攻めることに決して、横堀に宿営した。
8月28日、国見で仙台藩兵と落ち合った。仙台藩兵を先鋒にして、庄内藩と松山藩で攻撃を開始した。新政府軍の強固な土塁陣地が多数あり、対岸高台の陣地や大威徳山の砲台から激しく仙台軍・庄内軍を砲撃した。また、生保内方面から攻める予定だった盛岡藩とも挟撃して角館を攻略する予定だったが、盛岡藩は8月26日頃すでに敗退し、9月6日には自国に引き返していた。
新政府軍には平戸藩が応援に駆けつけた。攻撃三日目、冷たい風雨が吹き荒れ、玉川が増水して渡河が不可能になり、盛岡軍も現れなかったので、角館攻略を断念。

#### 海道口の戦い
庄内軍三番大隊と四番大隊は、山道口とは別の海道口を進撃した。由利郡で秋田遊撃隊、有志の二隊、亀田藩、本荘藩、矢島藩に佐賀藩の砲撃隊が加わり、鳥海山中腹の三崎峠を踏破して、女鹿（山形県遊佐町）にあった庄内軍の陣地を急襲した。庄内軍のイギリス製のライフル銃200挺と弾薬、青銅製のカノン砲などを鹵獲して、村を焼き払った。しかし、吹浦から出陣した庄内軍三番大隊と四番大隊に包囲されて、塩越（にかほ市象潟地域）に退却した。
庄内軍は本荘藩領・矢島藩領へ進軍し、7月28日に矢島、8月1日に塩越、8月2日に平沢を制圧した。
8月5日に上条（由利本荘市）で、弘前藩・本荘藩・亀田藩・福岡兵が庄内四番大隊と4時間に及ぶ銃撃戦を展開した。庄内軍の援軍により、新政府軍は退却した。そこへ、奥羽鎮撫総督府参謀の前山清一郎が久保田軍と福岡軍と共に援軍に来て、庄内軍を攻撃した。久保田軍は突撃刀槍隊で切り込みを敢行した。しかし、最終的には新政府軍が退却して、8月6日に本荘城が奪われた。また、以前から奥羽鎮撫隊監軍の山本登雲助に理不尽な采配を受けていた亀田藩は、山本が亀田藩兵を置き去りにして退却したため、庄内藩に降伏した。
8月13日から14日には庄内三番大隊・四番大隊が亀田城下に進駐し、8月17日に久保田藩は長浜（秋田市下浜長浜）付近まで追い込まれた。

#### 刈和野・椿台方面の戦い
8月27日、庄内二番大隊は大曲に転陣して、角館の戦いに出かけた一番大隊の留守を預かった。9月2日に大曲へ帰還した一番大隊から角館の戦いの戦況を聞き、軍議を開いて作戦を練り直した。今度は二番大隊が中心になり、海道口の四番大隊と協力して、雄物川流域の福部羅付近を強行渡河する作戦になった。四番大隊は久保田城を目指して北上し、二番大隊は神宮寺の鎮撫軍本営を攻撃し、一番大隊は大曲で神宮寺・角館の鎮撫軍をひきつけるという作戦であった。
9月7日午前2時、二番大隊は大曲を出発して行軍し、9月8日に雄物川を渡河した。すでに四番大隊が渡河して、久保田兵と川口を守備していた福岡兵と交戦していた。新政府軍は敗走して、庄内軍は北東に転進した。
内陸を進んだ庄内一番大隊・二番大隊と、由利から高尾山を越えて秋田に入った四番大隊が、こうして連携を取るようになった。9月9日には椿台（秋田市雄和）の目前に達した。
庄内軍進撃の急報に接した鎮撫軍は、久保田藩の支藩である久保田新田藩の陣屋が建設される予定であった椿台とその付近の丘陵に、兵力を集中して強固な陣地を構築した。ここは久保田城まで3里（約12km）の地点であり、椿台を突破されると久保田城が直接戦火に晒されることは必至の状況であった。
9月10日より、庄内軍は三手に分かれて椿台へ総攻撃に入った。糠塚山を守備していた佐土原兵・久保田兵・本荘兵・福岡兵と交戦し、糠塚山を占領して、安養寺から椿台・椿川方面に攻め込んだ。佐賀藩兵による援軍と新式銃の支給を受けていた鎮撫軍の守備はこれまでになく堅く、9月11日に鎮撫軍が反撃を開始した。激戦の後も決着がつかず、9月12日に庄内三番大隊が長浜に来襲して激戦が繰り広げられた。新政府軍の善戦により、庄内軍が雄物川を渡り敗走する。
この頃の南方情勢として、8月28日に米沢藩が新政府軍に降伏。9月12日に米沢藩の指示により上山藩も降伏し、9月13日に仙北の兵も上山に帰還。9月9日ごろから同盟軍の諸隊が仙台に集結して、城内では連日激論が交わされていた。9月12日、米沢藩から仙台に到着した降伏勧告の使者に説得されて、9月13日には仙台藩も新政府へ恭順することになった。
このため奥羽越列藩同盟軍は総崩れになった。旧幕府艦隊を率いた榎本武揚と新撰組副長の土方歳三は、仙台藩に見切りを付けて函館に渡った。この状況下にあって、9月14日に庄内軍は軍議を開き、庄内に撤退して自領防衛に徹することを決めた。
9月15日、刈和野を攻撃して奪回戦を行った。一番隊の背後からの奇襲により、16日午後2時ころ新政府軍は潰走を始めた。一番隊は引き上げを助けるために、撤退戦を行った。盛り返した新政府軍の攻勢をかわしながら引き返した。9月17日、鶴岡城で降伏の藩議が決定された。23日に庄内軍の全軍の帰還完了を確認した。

#### 庄内藩の降伏
西郷隆盛・黒田清隆が米沢から鶴岡に入り、9月27日に鶴岡城内で降伏調印と城内・武器の点検を行った。庄内藩は賠償金70万両の献金を命ぜられたが、その後は減封と藩主・酒井忠篤の隠居のみで、藩士の処刑などは行われなかった。この寛大な処置は西郷の発案によるとされ、庄内は西郷に感謝し、鹿児島との交流が開始された。

### 南部・秋田戦線

#### 扇田神明社の戦い
盛岡藩は将兵を鹿角地区に集め、戦闘準備を行った。8月9日（書面は8月8日）に戦書を久保田藩側に提出、白石同盟の脱退を名分に戦闘を始めることを告げた。戦闘は十二所から始まり、十二所の兵は潰走し後退した。
盛岡藩兵は11日大館南方の扇田村に進駐、家老楢山佐渡も隊列を組み進駐した。扇田村の住民は盛岡藩兵を酒肴で歓待した。ところがこれは罠で、酒肴で酔いつぶれた所を、十二所の兵が襲おうとした計略であった。ところが、楢山佐渡ら将兵は住民との打ち合わせの場所にはおらず扇田神明社前に移動し駐屯していた。12日十二所勢は午前4時に盛岡藩兵を攻撃し、双方に死傷者が続出する。
8月13日、盛岡藩は一時将兵を久保田領内から引き上げた。小康状態に陥ったので、大館城城代の佐竹大和は将兵の再配置を行う。11日には、弘前藩の対馬寛右衛門の銃士隊も庄内との戦いを中止し、大館に集合していた。しかし、銃は旧式銃がほとんどで新式のゲベロ銃がわずか5挺、兵力の質も量も盛岡側と比較して貧弱なのは明らかであった。8月14日には弘前藩からの鉄砲100挺、弾薬1万発の陣中見舞いが届いた。
楢山佐渡の再攻撃は20日に始まった。楢山佐渡自ら指揮をして、日没までに一気に扇田村まで攻め寄せた。12日朝の攻撃は、扇田村住民の手引きがあると断定し、盛岡藩軍は扇田村に火をつけ400戸のうちわずか6戸を残して灰燼と化した。このとき、女軍夫の山城ミヨが流れ弾に当たり戦死している。のちに、山城は靖国神社に祀られた初の女性となった。扇田村の敗戦を受けて、久保田側は大館城近辺に将兵を集め部隊の再編を行い、大館城を防衛しようとした。

#### 大館城攻城戦
22日、盛岡藩兵は朝5時大館城を総攻撃した。激戦の後、久保田藩兵は次第に総崩れとなった。城代の佐竹大和は籠城する覚悟であったが、部下に諫められ城に火をつけ午前8時に脱出することとなった。大館城の門は午前9時に破られ、盛岡藩兵が突入し占領することになる。
午後1時、盛岡藩は大館と扇田の諸役をできるだけ集め「3年間の年貢を免ずる」と宣言した。

#### きみまち阪周辺の戦い
久保田藩側は険しい地形で難所として有名だったきみまち阪周辺を防衛地点と決め後退、本陣を荷上場村に置いた。一方盛岡藩側は23日は休兵とし、24日から一部の部隊を前進し始めた。25日盛岡藩本隊は綴子村に到着、さらに本道からきみまち阪方面と、間道の大沢村に向けて進撃した。
25日早朝、佐賀藩の総隊長である田村乾太左衛門が早朝駕籠で荷上場村に向け急行した。26日には乾の部下の生駒小十郎が前線に到着、休む間もなく前線を視察し、本隊到着までの戦闘準備を行う。正午には5名の佐賀兵が到着し、大沢村での戦闘に参加した。
28日盛岡藩側にも佐賀兵の救援の噂が伝わり、きみまち阪の要害を抜こうと、本道と間道両方からの攻撃を行った。本道からの攻撃は、険しい地形を利用し防衛した久保田藩兵により失敗した。本道の村々は撤退する盛岡藩兵によって火をつけられた。また、間道から大沢村に至った部隊は大沢村に火をつけ占領するものの、大沢村から山道を越え撤退した。同夜、佐賀兵の本隊である遊兵隊300名が最新の銃砲を持って荷上場村に到着した。
29日は久保田藩側の総攻撃の日となった。早朝はきびしい寒さとなり、また数歩先も見えないような濃霧の日であった。本道から攻めた久保田藩側は前山村の盛岡藩兵を攻撃、盛岡藩兵はほとんど反撃もできず砲弾を残したまま前山村から潰走し、坊沢村で防衛することになった。坊沢村では激しい戦いになったが、大沢村から間道を越してきた佐竹大和率いる久保田藩側の別部隊と挟み撃ちの形にされ、盛岡藩側は坊沢村に火をつけ総撤退した。
8月28日盛岡藩は庄内藩と共同で久保田藩を攻撃しようとし、角館方面にも攻め込んだ。

#### 岩瀬会戦と大館戦
30日と9月1日は両陣とも攻撃準備を行っている。2日午前6時に佐賀の大砲の音を合図に、岩瀬村において久保田藩側の総攻撃が始まった。盛岡藩側も待ちかまえており、この岩瀬会戦が南部・秋田戦線の最大の戦闘となった。この戦闘では佐賀兵も一時撤退を指揮官に訴えるなど苦戦した。また、盛岡側も楢山佐渡が敗兵を厳しく叱責するなど敢闘精神を見せたが、正午頃には大勢が決まり、盛岡藩兵は撤退した。このとき、米代川沿岸にいた盛岡藩兵は久保田藩側の急迫に退路を失い、渡河する途中で多くの犠牲者を出した。大館南部の山道を辿った久保田藩の部隊は板沢村の盛岡藩の部隊を急襲、盛岡藩側は前線から離れている場所の昼食時という不意を狙われ、幹部級の戦死者4名をだし、多量の軍資金や軍需品を置き去りにして敗走した。
2日から5日にかけては大館近郊での戦いが続いた。双方必死の攻防が続いた。6日朝6時に大館への総攻撃を計画していた久保田藩側だったが、盛岡藩側は扇田村が占領され退路を断たれる危険性をおそれたのか、5日夜に既に大館を総撤退しており戦闘はなかった。6日久保田藩は大館を奪還した。
7日久保田藩兵側は藩境の町である十二所を回復した。その後、十二所地区や雪沢地区で、終戦まで一進一退の攻防が続いた。盛岡藩側も藩境を突破されないように強硬に抵抗を行った。

#### 盛岡藩の降伏
22日盛岡藩は降伏嘆願書を正使に持たせ久保田藩側に派遣した。25日に沢尻村で正式に盛岡藩の降伏が締結され、これでこの地区の戦闘は終結した。

## 戦後処理

### 久保田藩・久保田新田藩・新庄藩・弘前藩・本荘藩・矢島藩
久保田藩では藩土の3分の2が戦火にかかり、人家の四割が焼失した。奥羽鎮撫使に随従した15藩の約1万の将兵、新庄藩・本荘藩・矢島藩から逃亡してきた藩主・藩士の家族のまかないをすべて久保田藩が負担することになり、推定総額675,000両（官軍・藩兵推定15,000人の動員費375,000両、被災領民の年貢免除分50,000両余、その他の軍諸給金25,000両、銃器購入費100,000両、汽船購入費70,000両、その他軍需品購入費55,000両）の戦費を消費した。
明治2年（1869年）6月、新政府から賞典（永世禄）として、久保田藩へ2万石、新庄藩へ1万5千石、弘前藩と本荘藩へ1万石、矢島藩へ1千石が、また岩崎藩（久保田新田藩）へは賞典金（一時金）として2千両が下賜された。これらは戦費・戦災に対してまったく見合わない少額であり、藩士・領民には廃藩置県後も新政府に対する不信感が残った。
秋田は秋田戦争で勝利するが戦後秋田三大事件が発生し、維新政府から秋田が冷遇される原因となった。
- 八坂丸事件 - 明治2年10月支藩の岩崎藩が5千両の融資を受けるつもりが、外国船1艘分になり、それが約33万4千両に膨れ上がった。岩崎弥太郎の仲買商売による詐欺にかかったとも言われる。
- 秋田贋金事件 - 戊辰戦争前に17万両であった藩の負債が、戦後には60-80万両になっていた。復興資金50万両の申請に対して下付されたのは約21万両だった。このような状況で、明治元年2月から貨幣を鋳造し藩内に流通させていたが、政府の禁止後もまだ鋳造していたことが密告により発覚し、復職したばかりの会計担当小参事佐藤時之助が責任を取って獄死した。彼は八坂丸事件の調査担当者でもあったので、その真相も謎のままになった。
- 初岡敬治[2]事件 - 初岡啓治は開戦時藩校明徳館教授並で平田篤胤の尊王思想を伝授し、戦後は藩代表の公儀人として中央に出た。彼は、秋田藩の冷遇に対して激しく政府批判を行ったため、政府首脳に危険人物として憎まれていた。明治3年8月の大村益次郎暗殺は実行犯に秋田藩出身の金輪五郎がいて、さらに黒幕は初岡との噂があった。明治4年3月の二卿事件に初岡も連座し4月6日に逮捕され、首謀者として斬刑された。初岡ほか秋田藩の罪科者6名が記録され「平田派国事犯事件」といわれている。初岡は秋田を代表する地位にあったため、その後の秋田の不利な立場を決定づけたと言われる。
- 志賀爲吉権少参事殺害事件 - 以上の事件の他に、明治4年3月に起きた事件。 これを合わせて維新四大事件とも言う。

秋田戦争で久保田藩士たちと共闘し、新政府軍では最多の戦死者を出した佐賀藩（およびその支藩である小城藩）藩士たちは、秋田市八橋の全良寺官軍墓地、新屋の忠専寺・天龍寺・葉隠墓苑、能代市二ツ井町の清徳寺に、地元住民の手によって葬られた。その後、秋田市と佐賀県武雄市との間で交流が始まり、戦後150年となる2018年には秋田・武雄両市市長出席のもと「秋田市及び武雄市の交流に関する協定書」が締結。秋田市と武雄市の間では現在も様々な取り組みが行われている（後述）。

### 庄内藩・松山藩
庄内藩主・酒井忠篤は強制隠居の上で謹慎、所領16万7,000石を12万石へ減封。忠篤の弟の忠宝が後継を許された。会津藩や磐城平藩への転封命令も出たが、本間家を中心とする御用商人や上級武士、地主などが30万両を献金することにより、転封命令は撤回された。なお、支藩の松山藩も、藩主・酒井忠良は強制隠居の上で謹慎、所領2万5,000石のうち2,500石を没収され、忠良の三男・忠匡が後を継いだ。
新政府軍と対立した中心的な藩のひとつであるにもかかわらず、会津藩や仙台藩と比べて庄内藩への処分は寛大なものとなった。これには西郷隆盛の意向があったと言われており、以後の庄内藩士の間では西郷が敬愛されるようになった。忠篤と藩士78名が明治3年（1870年）に鹿児島へ4ヶ月滞在し、西郷の下で軍事教練を受けた他、複数の藩士が西郷と継続的に交流した。西南戦争で朝敵として没した西郷の名誉が1889年（明治22年）に回復された際、忠篤が発起人のひとりとなって上野公園に西郷の銅像を設立した。また、旧家老の菅実秀らが西郷の遺訓をまとめ、南洲翁遺訓と題して出版している。

### 盛岡藩
盛岡藩主・南部利剛は強制隠居の上で謹慎、所領20万石は没収され旧仙台藩領の白石へ13万石で転封（白石藩）。利剛の長男・利恭が後継を許された。また、新政府との敵対を主導した家老の楢山佐渡は、盛岡で刎首刑に処された。
明治2年7月22日、利恭は旧領盛岡へ13万石での復帰が認められるが、翌明治3年7月10日、財政難により盛岡藩は全国に先駆けて廃藩する。

### 亀田藩
亀田藩は久保田藩などと共に奥羽越列藩同盟を脱退し新政府軍へ与していたが、途中で庄内藩へ降伏し、庄内軍に合流して新政府軍を攻撃したため、最終的に朝敵となっていた。亀田藩主・岩城隆邦は強制隠居の上で謹慎、所領2万石のうち2,000石を没収。隆邦にはまだ子が無く、兄弟もすべて早世または他家の養子になっていたため、親族の堀田家から隆彰を養子に迎えて後継を許された。
庄内藩と同様、亀田藩への処分も比較的軽いもので済んだ。これは降伏嘆願書を提出した黒田清隆に、秋田と庄内に挟まれた小藩の事情を考慮させることに成功したためとされている。

## 後世への影響

### 秋田県民歌における記述
1930年（昭和5年）に制定された秋田県民歌は4番まであるが、そのうち3番の歌詞で秋田の歴史を謳っており、秋田出身の国学者である平田篤胤・佐藤信淵と戊辰戦争で錦旗を守った先人を讃えている。ただし、県内には列藩同盟に与した亀田藩や盛岡藩の所領だった地域も含まれているためか、現在では2番までを歌うことが慣例になっている。

### 東北他県からの評価
- 2000年（平成12年）、秋田県角館町で開かれた「戊辰戦争百三十年in角館」というイベントの各地の市長による座談会で、当時の宮城県白石市長・川井貞一が、奥羽越列藩同盟が負けたのは秋田の裏切りのせいである、と批判した。

### 佐賀県武雄市との交流
1986年（昭和61年）、新屋地区の区画整理に伴う墓地の移転に際して佐賀藩士の墓3基を現在の葉隠墓苑（秋田市新屋日吉町）に移転し、戦没した佐賀藩士54人の名を刻んだ慰霊碑も建立された。移転時に佐賀藩士の子孫を探し出して遺骨を佐賀に返還するかどうか尋ねたところ、藩士の曾孫は秋田の人々が墓を手厚く守っていることに感激し、秋田と佐賀での分骨を望んだという。当地では2020年現在も慰霊祭が行われ、武雄市幹部職員も参列している。
秋田戦争から150年となる2018年には、秋田市と佐賀県武雄市との間で「秋田市及び武雄市の交流に関する協定書」が締結された。この協定では両市が、観光振興・地域振興を協力して進めていくことなどを取り決め、交流の輪を広げていくことが確認された。同年5月12日には、武雄市役所の新庁舎落成を記念し「秋田竿燈まつりin武雄」が佐賀県武雄市において開催され、九州各地から8万人の人出を数えるなど人気を博した。同年8月には武雄市の小学生たちが秋田県を訪れ、秋田市内の小学生たちと親交を深めた。